# 烏拉旺火山
烏拉旺火山（英語：Ulawun），是巴布亞新幾內亞的火山，位於新不列顛島上拉包爾西南約130公里，海拔高度2,334米，是俾斯麥群島最高的山峰，1700年首次記錄火山爆發。近年烏拉旺火山持續有火山活動，經常有小型爆發，因此被國際火山學與地球內部化學協會（IAVCEI）列為十年火山。

## 外部連結
- Information from the Papua New Guinea Geological Survey
- . 全球火山作用计划. 史密森尼学会.   [2010-03-15].